# Muscle & Fitness
Muscle & Fitness ist ein internationales Magazin für Kraftsport, Fitness und Bodybuilding.
Erstmals 1936 in Kanada unter dem Titel Your Physique von Joe Weider für den Postvertrieb veröffentlicht, wurde es 1953 in Muscle Builder umbenannt und erhielt erst 1980 seinen heutigen Namen. Seit vielen Jahren ist es auch in zahlreichen Ländern, wie Australien, Deutschland, Frankreich, Großbritannien, Italien, den Niederlanden oder Polen mit eigenständigen Ausgaben vertreten. Diese bestehen inhaltlich zum großen Teil aus Übersetzungen der Artikel der Originalausgabe. Diese erscheint im Verlag American Media, dessen Geschäftsführer seit 2013 Arnold Schwarzenegger ist. Zur Konkurrenz zählen in Deutschland das im selben Hause herausgegebene Flex für fortgeschrittene und professionelle Bodybuilder sowie die Sportrevue.